# Kalendarium historii Singapuru

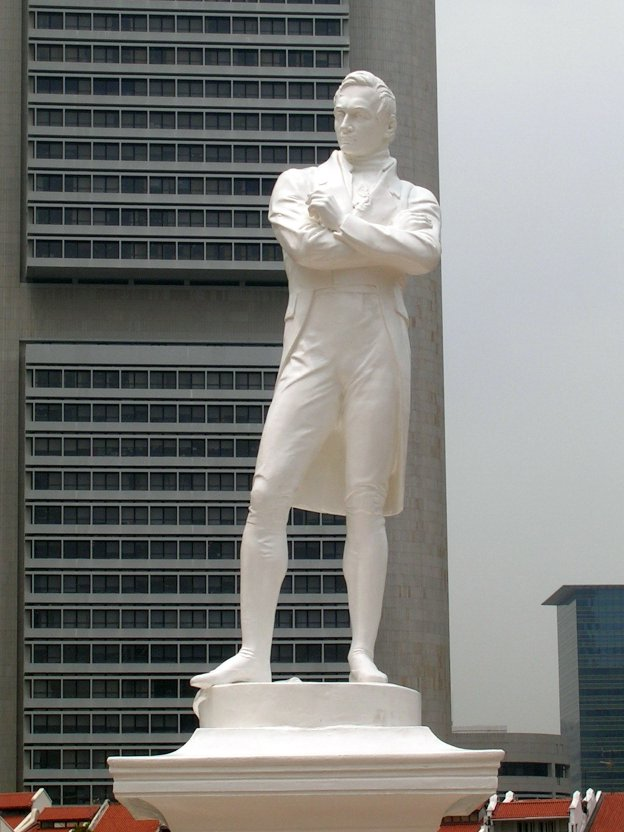
Statua Thomasa Stamforda Rafflesa

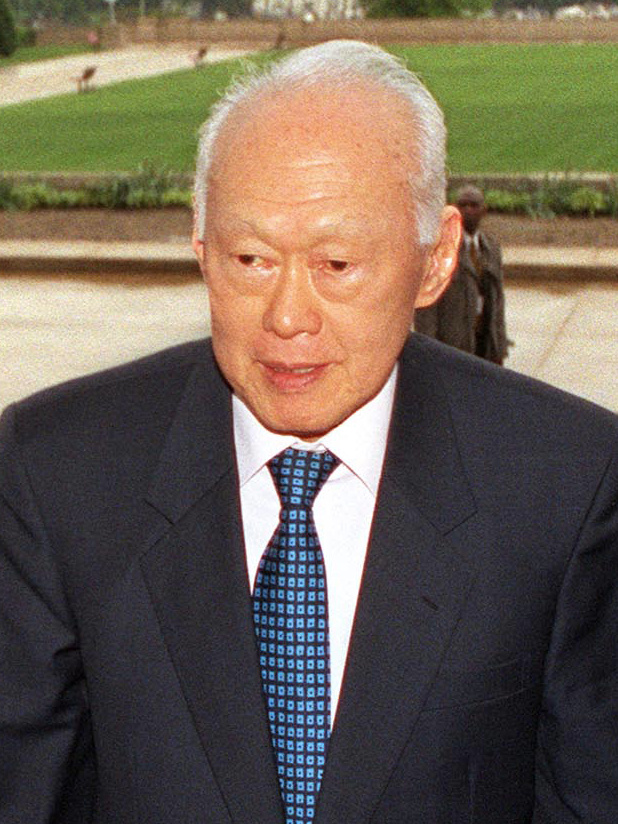
Lee Kuan Yew

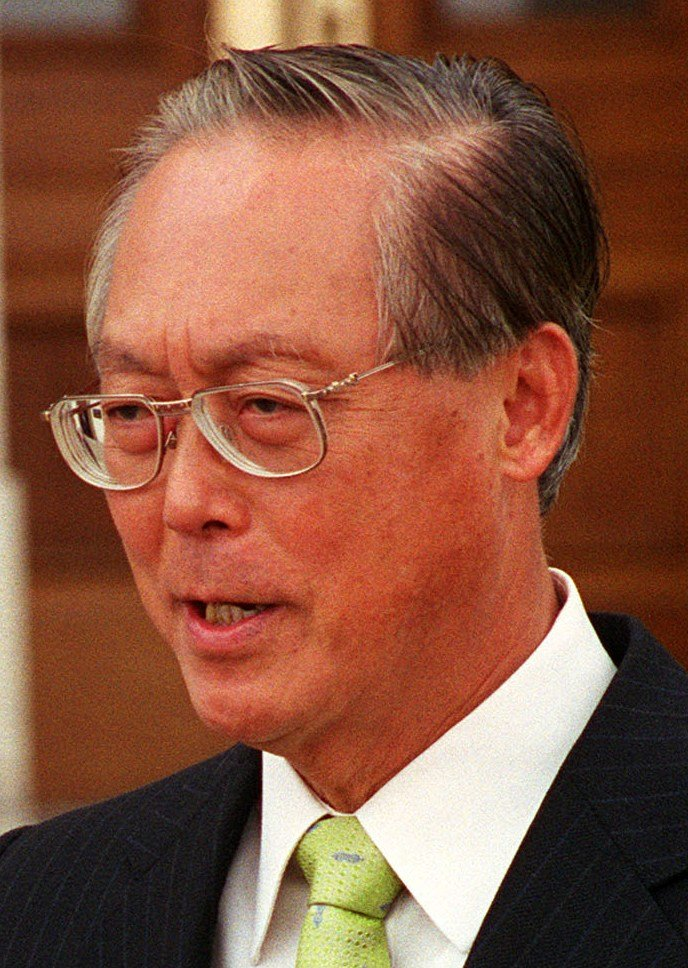
Goh Chok Tong

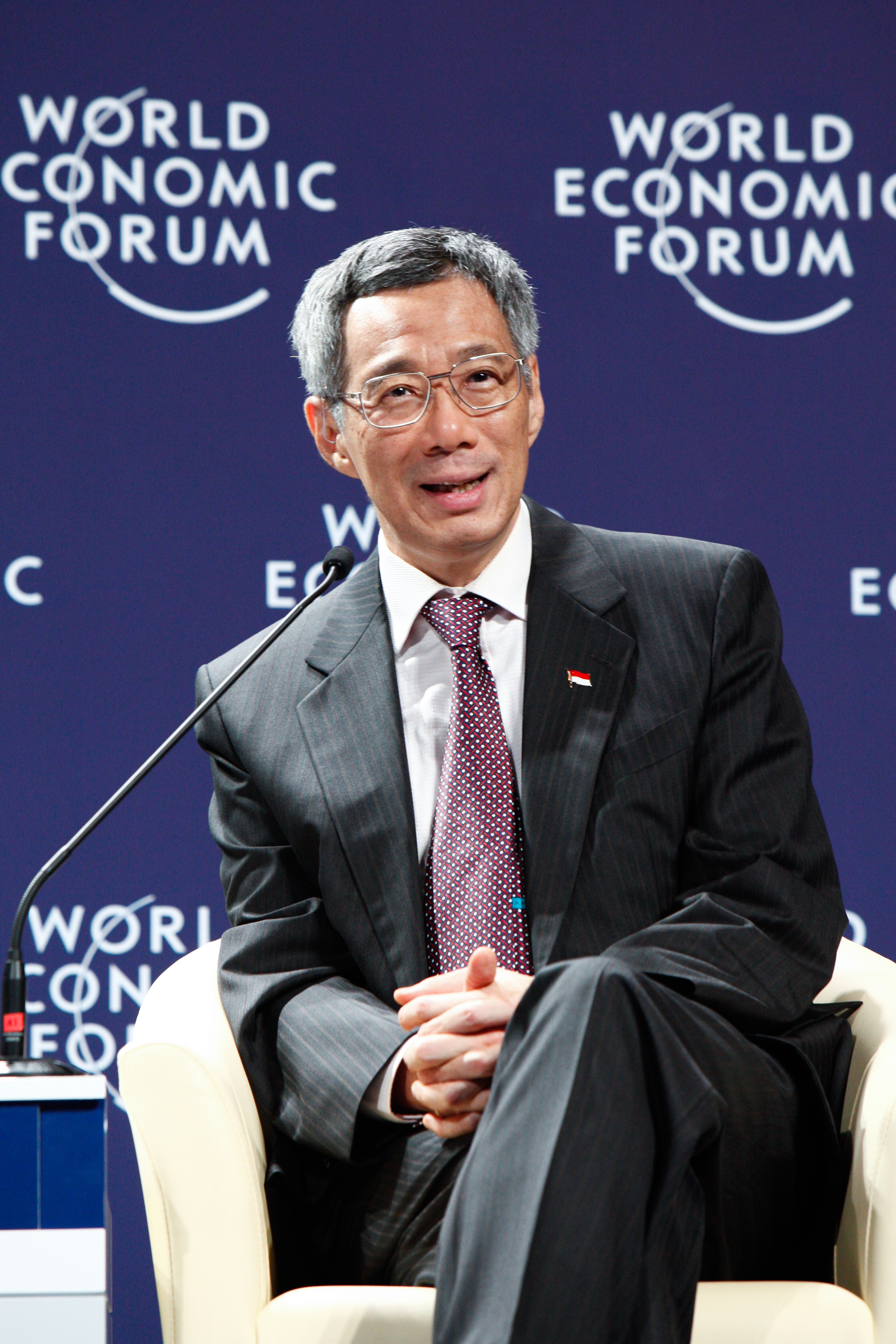
Lee Hsien Loong

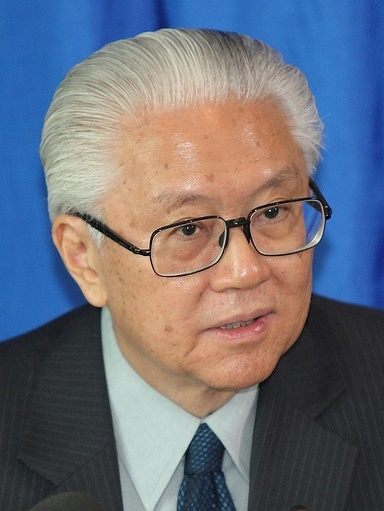
Tony Tan Keng Yam

Kalendarium historii Singapuru – uporządkowany chronologicznie, począwszy od czasów najdawniejszych aż do współczesności, wykaz dat i wydarzeń z historii Singapuru.

## Czasy najdawniejsze
- I w. n.e. – na terenach obecnego Singapuru powstała kraina Tumasik[1].
- ok. 1025 – królestwo Śriwidżaja podporządkowało sobie Tumasik[1].
- XII w. – początek osiedlania się kupców z Indii[1].
- kon. XIII w. – ziemie należące do obecnego Singapuru zajął jawajski Majapahit[1].
- poł. XIV w. – tereny obejmujące dzisiejszy Singapur zajęło syjamskie królestwo Ajutthaj[1].
- pocz. XV w. – sułtanat Malakka zajął ziemię[1].
- 1511 – Portugalia podbiła Singapur[1].
- 1819 – Thomas Stamford Raffles (z brytyjskiej Kompanii Wschodnioindyjskiej) wydzierżawił Singapur[1].

## Panowanie brytyjskie
- 1826 – Singapur został ośrodkiem administracyjnym posiadłości brytyjskiej na Malajach (Straits Settlements)[1].
- 1867 – Straits Settlemets został kolonią[1].
- 1869 – w wyniku wybudowania Kanału Sueskiego i napływu imigrantów z Indii, Malajów i Chin rozpoczął się rozwój gospodarczy Singapuru jako ważnego portu morskiego[1].
- 1924–38 – budowa bazy morskiej i lotniczej dla armii[1].
- 15 lutego 1942 – zajęcie Singapuru przez wojska japońskie[2].
- 18 lutego – 3 marca 1942 – masakra Sook Ching.
- 5 listopada 1944 – pierwszy nalot na Singapur wykonany przez lotnictwo państw alianckich.
- wrzesień 1945 – wyzwolenie Singapuru[1].
- 1946 – Singapur został oddzielną kolonią od Straits Settlements[1].
- 1959 – Singapur otrzymał samorząd wewnętrzny[1].
- 1959–90 – rządy premiera Lee Kuan Yewa[1].
- sierpień 1963 – Singapur wszedł w skład Federacji Malezji[1].
- 1965 – Singapur odszedł z Federacji Malezji, zostając niepodległą republiką należącą do brytyjskiej Wspólnoty Narodów[1].

## Niepodległy Singapur
- 1965 – Singapur został członkiem ONZ[1].
- 1967 – Singapur został członkiem ASEAN[1].
- 1971 – zamknięto brytyjską bazę wojskową[1].
- 1990–2004 – rządy premiera Goh Chok Tonga[1].
- 1993 – w wyniku pierwszych wyborów powszechnych, prezydentem został Ong Teng Cheong, sprawujący swój urząd do 1999 roku[1].
- 2001 – początek krótkotrwałej recesji[1].
- 1999–2011 – rządy premiera S.R. Nathana[1].
- sierpień 2004 – premierem został Lee Hsien Loong[1].
- 2011 – wybory prezydenckie wygrał Tony Tan Keng Yam[1].
- 23 marca 2015 – zmarł Lee Kuan Yew[3].
- 12 czerwca 2018 – w Singapurze odbyło się pierwsze spotkanie przywódców Stanów Zjednoczonych i Korei Północnej Donalda Trumpa i Kim Dzong Una[4].
- 15 maja 2024 – premierem został Lawrence Wong[5].